# Dagadana
Dagadana (ukr. ДаґаДана) – polsko-ukraiński zespół muzyczny założony w 2008 roku, łączący elementy kultury ukraińskiej i polskiej za pomocą jazzu, elektroniki czy world music. Laureat nagrody Fryderyka 2011 w kategorii Album Roku Folk/Muzyka Świata.
Artyści występują zarówno w kameralnych klubach, jak i na wielotysięcznych festiwalach. Podczas koncertów wykonują utwory z różnych części Polski i Ukrainy, a także jeden ludowy utwór z Chin.

## Historia zespołu
Początki zespołu sięgają spotkania Dagi i Dany (od ich imion pochodzi nazwa zespołu, którą wymyśliła Luiza Kowalonek) na warsztatach jazzowych (klasa wokalna International Summer Jazz Academy) w Krakowie w 2006 roku, które doprowadziło do założenia zespołu – na początku w postaci duetu, a następnie tria po dołączeniu Mikołaja Pospieszalskiego w maju 2008 roku. Po kilku latach do zespołu dołączył perkusista Bartosz Mikołaj Nazaruk i od tego czasu grupa występuje jako kwartet. Wszyscy członkowie zespołu są chrześcijanami.
W grudniu 2008 roku zespół wydał EP Wygadana z pięcioma utworami. Debiutancki album Maleńka (2010) został doceniony przez wielu recenzentów. Polskie Radio „Trójka” udzieliło mu patronatu a Akademia przyznała nagrodę Fryderyk 2011 w kategorii Album Roku Folk/Muzyka Świata. W 2010 roku zespół wyjechał do Maroka, gdzie grał z lokalnymi muzykami.
W 2011 roku Dagadana gościnnie wystąpiła na płycie 20 lat zespołu Raz, Dwa, Trzy a także wydała drugi krążek Dlaczego nie (premiera 14 listopada 2011 roku, Agora S.A.) z gościnnym udziałem Hmada Ait Ibrahima, który doczekał się nominacji do nagrody Fryderyk 2012 w kategorii Album Roku Folk/Muzyka Świata oraz został doceniony w Wielkiej Brytanii, gdzie uplasował się na ósmym miejscu w rankingu TOP 20 Best World Music Albums of 2011 portalu www.WorldMusic.co.uk. W 2012 roku zespół ruszył w trasę koncertową po Ukrainie.
Trzeci album List do ciebie zawiera utwory skomponowane do tekstów poety Janusza Różewicza; do zespołu dołączył wówczas amerykański perkusista Frank Parker (grał w kwartecie Kurta Ellinga).
Album Meridian 68 z 2016 roku był nominowany do nagrody Fryderyka w kategorii Album roku / muzyka korzeni. „Meridian 68” był także najwyżej ocenionym (#48) polskim albumem w ramach rocznego podsumowania World Music Charts Europe – czyli selekcji najlepszych płyt world music typowanych przez dziennikarzy radiofonii publicznych w Europie. W 2019 roku w Chinach w wytwórni China Music House ukazał się album Gong Hei Fat Choy, na krążku znalazł się jeden utwór wykonywany przez Dagadanę.
W czerwcu 2019 roku zespół zagrał na jednym z największych festiwali na świecie Glastonbury Festival oraz w tym samym roku na Watchet Music Festival, Bromsgrove Festival, Rhythms of The World, Jeju World Music Oreum Festival (2016). Podczas pandemii COVID-19 w Polsce zespół wziął udział m.in. w Hot16Challenge.
Grupa koncertowała w kilkudziesięciu państwach świata, wystąpiła m.in. na Open’er Festivalu, Przystanku Woodstock, chińskim festiwalu Sound of the City, marokańskim Festiwalu Ludów Pustyni, brazylijskim Virada Cultural. Na trasach ich koncertów znalazły się m.in. Argentyna, Austria, Brazylia, Bułgaria, Chiny, Czechy, Indonezja, Francja, Kanada, Malezja, Maroko, Mołdawia, Niemcy, Polska, Rumunia, Serbia, Singapur, Słowacja, Słowenia, Szwecja, Ukraina, Węgry, czy Wielka Brytania.
W 2022 roku Dagadana wystąpiła m.in. na koncercie „Kocham Katowice” z Vito Bambino w Katowicach, a także w cyklu koncertów „Free Ukraine” z zespołem Troye Zillia z Ukrainy. W tymże roku zespół wziął gościnny udział w nagraniu albumu „WINDRAP! Orchestra”. W 2023 roku Dagadana wraz z m.in. z Kayah i Laboratorium Pieśni zaśpiewała w singlu „Jesień – tańcuj” do filmu Chłopi.
Zespół oprócz koncertowania prowadził warsztaty muzyczne, m.in. dla dzieci w Chinach.

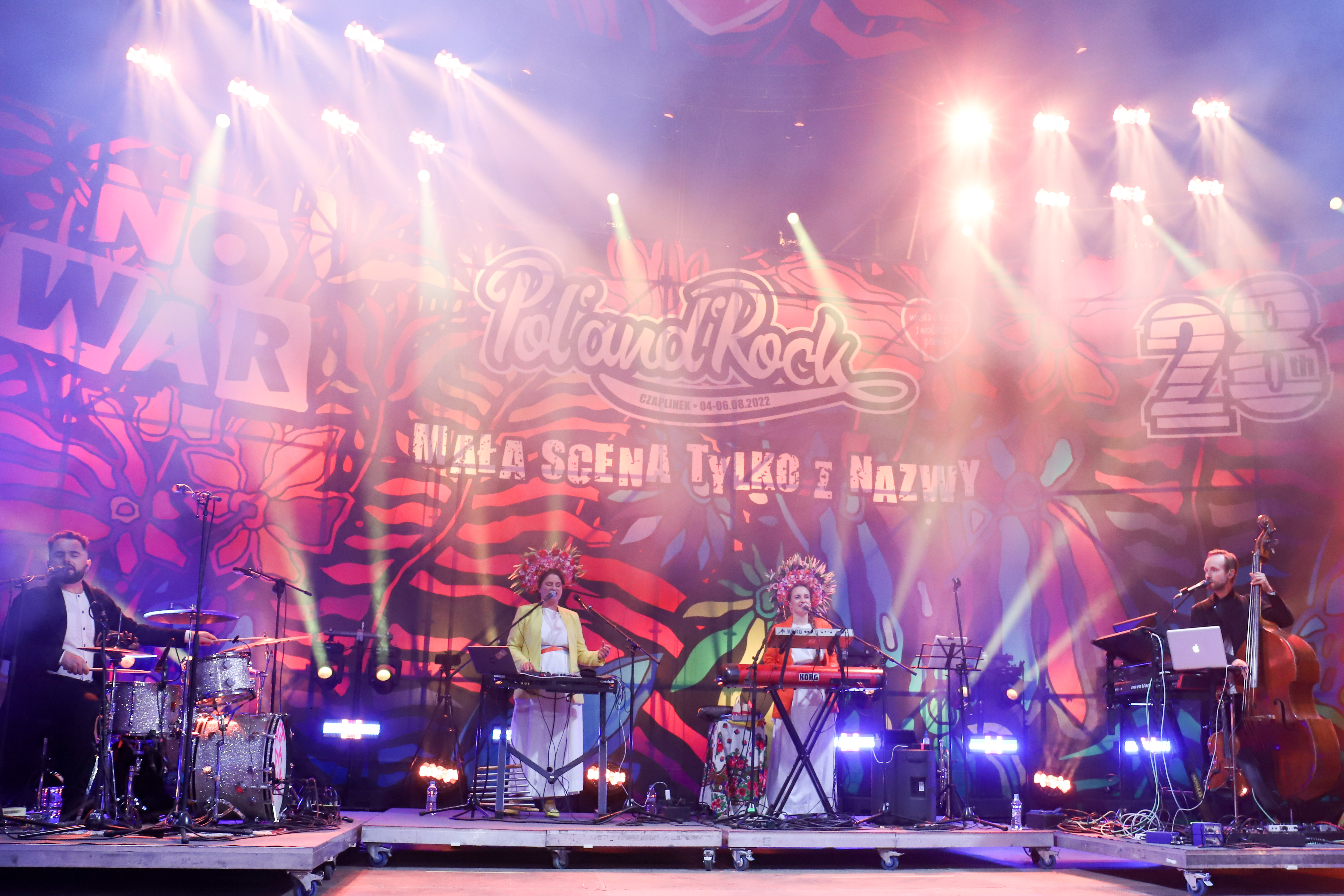
Dagadana na Pol’and’Rock Festival 2022

## Skład
- Daga Gregorowicz[1] – wokal, elektronika[27] (Polska)

Pochodzi z Poznania, jest absolwentką Studium Piosenkarskiego im. Czesława Niemena w Poznaniu. Jest laureatką stypendiów Marszałka Województwa Wielkopolskiego w dziedzinie kultury. Śpiewa także w zespole Provinz Posen i projekcie Dobre, bo Dobre. 
- Dana Vynnytska[1] (ukr. Дана Вінницька) - wokal, instrumenty klawiszowe[27] (Ukraina)

Pochodzi ze Lwowa, gdzie ukończyła studia na Wydziale Kompozycji Konserwatorium Lwowskiego. Jest laureatką programu stypendialnego Ministerstwa Kultury i Dziedzictwa Narodowego Gaude Polonia, w 2009 roku z Karoliną Beimcik założyła zespół Babooshki.
- Mikołaj Pospieszalski – wokal, kontrabas, gitara basowa, skrzypce[1][27] (Polska)

Pochodzi z Częstochowy, jest studentem Wydziału Jazzu Akademii Muzycznej w Krakowie. Syn Marcina Pospieszalskiego, gra także w rodzinnym zespole Rodzina Pospieszalskich.
- Bartosz Mikołaj Nazaruk – perkusja[1][27] (Polska)

Współpracował z Kayah, gra także jako perkusista w zespole Zakopower.

## Dyskografia
Albumy
| Tytuł                            | Dane dot. albumu                                          | Pozycja na liście |
| Tytuł                            | Dane dot. albumu                                          | POL               |
| -------------------------------- | --------------------------------------------------------- | ----------------- |
| Wygadana (EP)                    | - Data: 8 grudnia 2008 - Wydawca: Dagadana                | –                 |
| Maleńka                          | - Data: 10 lutego 2010 - Wydawca: Offside Records         | –                 |
| Dlaczego nie                     | - Data: 17 października 2011 - Wydawca: Agora             | –                 |
| List do ciebie                   | - Data: 15 lutego 2014 - Wydawca: Dagadana, NCK, Etnoteka | –                 |
| Meridian 68                      | - Data: 26 lutego 2016 - Wydawca: Karrot Kommando         | –                 |
| Tobie                            | - Data: 9 kwietnia 2021 - Wydawca: Agora                  | –                 |
| Vera to ja (oraz Renata Przemyk) | - Data: 17 maja 2024 - Wydawca: Agora                     | 36                |
| „–” album nie był notowany.      |                                                           |                   |

Notowane utwory
| „Kolir Szczastia”           | 2009 | 42 | —  | Maleńka     |
| „Tango”                     | 2010 | 18 | —  | Maleńka     |
| „Jestem sobzie starozina”   | 2016 | —  | 11 | Meridian 68 |
| „—” utwór nie był notowany. |      |    |    |             |

## Nagrody i wyróżnienia
| Rok  | Kategoria                         | Tytułem      | Nagroda        | Nota      | Źródło |
| ---- | --------------------------------- | ------------ | -------------- | --------- | ------ |
| 2011 | Fonograficzny debiut roku         | Dagadana     | Fryderyki 2011 | Nominacja | [ 40 ] |
| 2011 | Album roku folk/muzyka świata     | Maleńka      | Fryderyki 2011 | Nagroda   | [ 41 ] |
| 2012 | Album roku folk/muzyka świata     | Dlaczego nie | Fryderyki 2012 | Nominacja | [ 42 ] |
| 2017 | Album roku/muzyka korzeni         | Meridian 68  | Fryderyki 2017 | Nominacja | [ 1 ]  |
| 2022 | Album roku muzyka korzeni / blues | Tobie        | Fryderyki 2022 | Nominacja | [ 43 ] |